# Borore
Borore es una localidad y comune italiana de la provincia de Nuoro, región de Cerdeña, con 2.352 habitantes. Se extiende por una área de 42 km², teniendo una densidad de población de 56 hab/km². Da frontera con Aidomaggiore (OR), Birori, Dualchi, Macomer, Norbello (OR), Santu Lussurgiu (OR) y Scano di Montiferro (OR).

## Evolución demográfica
| Gráfica de evolución demográfica de Borore entre 1861 y 2001 |
|                                                              |
| Fuente ISTAT - elaboración gráfica de Wikipedia              |